# 혁련정 (하)
하 말제 혁련정(夏 末帝 赫連定, ? ~ 432년)은 중국 오호십육국시대의 북하의 마지막 황제(재위：428년 ~ 431년)이다. 혁련발발의 5남이다.

## 생애
혁련창의 동생 혁련정은 도망에 앞서 평량(平涼)에서 대선우에 즉위하고, 그해 각지의 패잔병을 규합해 북위에게서 관중 전역 및 통만성을 제외한 오르도스 여러 성을 탈환했다.
430년 남조 송나라와 동맹을 맺고 혁련정은 통만성 탈환에 나섰으나, 북위는 제3차 원정군을 파견해 기어코 수도 평량마자도 함락시켰다. 하나라는 또 한번 와해되고, 혁련정은 패잔병을 이끌고 상(邽)으로 도망쳐, 이곳을 수도로 삼았다.
431년 1월 혁련정은 재기를 노리고 서쪽으로 나아가 남안(南安)의 서진을 공격해 멸망시키고, 이어서 전군을 이끌고 북량 원정에 나섰다. 6월 하나라 군은 황하를 건너는 도중 복속했던 토욕혼군에게 습격을 받아 괴멸당하고, 혁련정도 사로잡혀 하나라는 멸망했다.
혁련정은 432년 북위에 의해 처형되었다.
| 전 대 혁련창 | 제3대 하 황제 428년~431년 | 후 대 - |